# 江森浩子
江森浩子（日語：江森 浩子，1961年1月27日—），日本女性配音員、旁白。出身於埼玉縣熊谷市。身高156cm。O型血。

## 人物簡介
舊藝名江守浩子（日文讀音相同）。青二Production所屬，Theatre Echo附屬養成所、劇團薔薇座出身。熊谷女子高等學校畢業、日本大學藝術學部中退。
為人熟悉的代表配音作品有動畫《忍者亂太郎》的友子、加藤團藏、夢前三治郎（一人分飾3角），《蒼之流星SPT雷茲納》女主角安娜·史蒂芬妮、《鬼太郎 (第3作)》的撒砂婆婆、《搞怪刑事》的木之內桃子、《七龍珠》系列的餃子、《幻影真帆》主角幻影真帆太、《聖鬥士星矢》的貴鬼、《仙魔大戰》系列的撒旦瑪麗亞、《橘子醬男孩》的松浦千彌子〈小石川千彌子〉；遊戲《天外魔境》系列的綱手。
資格：理財規劃師2級、人生顧問（生命保險協會）、宅地建物取扱主任、普通汽車。

### 特色
有廣泛的聲音路線，從少年、少女、成人女性、母親以及老年女性全都有演過。除此之外，還有幫安靜型或活潑型的角色配音，像在長壽系列動畫《忍者亂太郎》一人擔任3位要角（友子、團藏、三治郎）的配音之外，也在各集只出場一次的配角中配音。
已經死去的塚瀨紀子、武藤禮子的一些角色都由江森繼承。
除了參加動畫配音之外，還有《看清世界！電視特搜部》等許多負責旁白解說的工作。

## 演出
粗體字表示主要角色。

### 電視動畫
1984年
- Gu-Gu甘莫（日语：Gu-Guガンモ）（梅子）
- 宗谷物語（日语：宗谷物語）（少年）
- 雷射戰士雷薩里昂（管制官）
- 高爾夫頑童猿丸（戴西）
- 北斗神拳（麻美）
- 夢戰士WING-MAN（日语：ウイングマン）（由香里、學生）

1985年
- 蒼之流星SPT雷茲納（安娜·史蒂芬妮）
- 鬼太郎 (第3作)（1985～1988，撒砂婆婆[6]）
- 高校！奇面組（日语：ハイスクール!奇面組）（左真紀）

1986年
- 三國志II 在天空翱翔的英雄們（日语：三国志 (日本テレビ)）（美蟬）
- 北斗神拳（雷姆、坎）
- 聖鬥士星矢（貴鬼、少年時期的星矢）
- 楓葉鎮物語（金·克瑪諾夫、亞瑟·魯茲）
- Wonder Beat Scramble（日语：ワンダービートS）（畢奧）

1987年
- 星戰英豪（日语：赤い光弾ジリオン）（敏敏、伊芙13號）
- 超能力魔美（1987～1989，間宮幸子、明的母親、石部的母親、女學生、老奶奶、學生A）
- 假面忍者 赤影（正太）
- 城市獵人（1987～1988，道子、悅子、綠子）2系列
- 高爾夫球手猿（湖蝶）
- 新楓葉鎮物語 棕櫚鎮篇（艾莉絲、馬克、奇恩、蘿拉、吉吉）
- 之後頓珍漢（日语：ついでにとんちんかん）（松本丹紅、康拜恩中乃）
- 七龍珠（1987～1989，餃子）
- 變形金剛：頭領戰士（艾莉莎、庫蘭）
- 仙魔大戰（1987～1989，撒旦瑪麗亞、奇蹟瑪麗亞、珍卡貝爾、歐羅拉王神、次助）

1988年
- 奇天烈大百科（1988～1996，勉、阿杉）
- 鬥將！！拉麵男（拉麵人〈少年時期〉、皇帝）
- 變形金剛：超神 Master Force（キャブ）
- 甜蜜小天使 (1988年版)（健太、青蛙）

1989年
- 惡魔君（薩西佩蕾蕾[7]）
- 搞怪刑事（日语：がきデカ）（木之內桃子）
- 西瓜皮先生（太子）
- 新仙魔大戰（ファジーMR、奇蹟瑪麗亞）
- 麵包超人（1989～2021，三日月人、〈代替〉、火焰小子〈初代〉、棉花糖小姐、大蒜小童、〈初代〉、熊媽媽、麥麥的媽媽〈第5代〉）
- 大耳鼠（1989～1990，女孩、保育士、募金會會員、宇奈木的母親、艾麗B）
- 勇者鬥惡龍（老年的米涅阿）
- 七龍珠Z（1989～1993，餃子、幽靈、布爾瑪的母親〈代替〉、伊達薩的母親）
- 彼得潘的冒險（史萊特利）
- 比利犬商會（日语：ビリ犬なんでも商会）（小百合）
- 魔法使莎莉 (1989年版)（荒木哲夫）

1990年
- 人小鬼大特別篇 秋日滿滿!!（先生）
- 櫻桃小丸子 (第1期)（1990～2019，靜岡的奶奶、女人、阿米〈初代〉、男子、女子、老師〈桃子的想像〉）2系列
- 我是鶴姬！（日语：つる姫じゃ〜っ!）（龜姬）
- 八百八町表裏化妝師（日语：八百八町表裏 化粧師）（阿京）
- 神通小精靈（狸貓吉）
- 夠了！阿太郎 (1990年版)（日语：もーれつア太郎）（德川夫人）
- YAWARA！a fashionable judo girl!（機場廣播、麻里子、靜香、女服務生）

1991年
- 美味大挑戰（新娘C、助手、千歲）
- 淘氣的雙胞胎 克萊爾學院物語（日语：おちゃめなふたご クレア学院物語）（珍妮特·羅賓斯）
- 青澀花園（1991～1992年，峰子）
- 少年阿貝（日语：少年アシベ）（坂田新一〈坂田的弟弟〉、真由美）
- 勇者鬥惡龍 達伊的大冒險 (1991年版)（ずるぼん、瑪琳、皮洛洛、納瓦拉）
- 21衛門（1991～1992，星野遙、馬爾斯）
- 校園七大不可思議神秘事件（日语：ハイスクールミステリー学園七不思議）（增尾美鈴、吉川美奈代、女將）
- 黑色推銷員

1992年
- 宇宙小超人 3000萬光年尋找母親（日语：ウルトラマンキッズ 母をたずねて3000万光年）
- 人小鬼大（老師）
- 超仙魔大戰（查奧）
- 美少女戰士（巴姆、只下和子、斯卡、哈德拉、廣木、美沙的母親）5系列
- 幻影真帆（日语：まぼちゃん旅行記）（幻影真帆太）

1993年
- GS美神（夜叉、織姬、受驗生的母親、雪女）
- 小小男子漢（山口〈初代〉）
- 忍者亂太郎（1993～，友子、加藤團藏、夢前三治郎、笹山兵太夫〈代替〉、佐武虎若〈代替〉、朝顏琉璃子、黑木庄二郎、 等）

1994年
- 卡拉OK戰士麥克次郎（日语：卡拉OK戰士）（若王子姬）
- 機動武鬥傳G鋼彈（吉娜·羅德里格斯）
- 秀逗泰山阿達♡（帕梅拉）
- 橘子醬男孩（松浦千彌子〈小石川千彌子〉）

1995年
- 世界名作童話系列 Wao！童話王國（日语：世界名作童話シリーズ ワ〜ォ!メルヘン王国）（女神etc）
- 黃金勇者合體（クク）
- 空想科學世界（珍妮）
- 淘氣小愛神（潘朵拉）
- 宇宙小毛球（老奶奶）

1996年
- 機動新世紀鋼彈X（柯爾特爾·蘇）

1997年
- 鬼太郎 (第4作)（1997～1998，後神、鬼髪）

1998年
- （旁白）
- 怪博士與機器娃娃 (1997年版)（1998～1999，木綠葵、老奶奶、吸血女）

1999年
- 週刊故事樂園（日语：週刊ストーリーランド）（茜的母親、女性職員）

2001年
- 丸少爺（樽子、樽子的母親）

2002年
- 我們這一家（木村）

2003年
- 魔法少年賈修（約波波）
- 高橋留美子劇場「百年之戀」（星野理沙）
- 高橋留美子劇場 人魚之森（老年女性）
- 名偵探柯南（2003～2019，澤口圭子、濱崎美津、重井德子、福原昌子、朝比奈渚 等）

2004年
- KURAU Phantom Memory（日语：KURAU Phantom Memory）（女）
- 絢爛舞踏祭（伽馬）
- 哆啦A夢 (大山羨代版)（日向的母親）
- 怪醫黑傑克（2004～2006，婦人、秘書、蘇西的母親）2系列

2005年
- 哆啦A夢 (水田山葵版)（2005～2008，幸子、雪之精靈）

2006年
- erico
- 白色戀人（鸛）

2007年
- 旁邊的兒童 我的火腿組（日语：はたらキッズ マイハム組）（朱麗葉塔〈高迪的母親〉）
- 真仙魔大戰（撒旦瑪麗亞）
- 神奇寶貝不可思議迷宮 時間探險隊·黑暗探險隊（日语：ポケモン不思議のダンジョン 時の探検隊・闇の探検隊#ポケモン不思議のダンジョン 時の探検隊・闇の探検隊）（向日花怪）

2009年
- 七龍珠改（2009～2015，餃子）2系列
- 神奇寶貝不可思議迷宮 空之探險隊·最後的冒險（日语：ポケモン不思議のダンジョン 時の探検隊・闇の探検隊#ポケモン不思議のダンジョン 空の探検隊 時と闇をめぐる最後の冒険）（向日花怪）

2010年
- 動物偵探奇魯米（山野蘭）
- 蠟筆小新（SHIN-MEN）（拉麵店的客人）

2012年
- 足球騎士（鐮倉學館實況）
- 光明之心 ～幸福的麵包～（瑪黛拉·梅葛斯、小孩、女孩子的母親）

2013年
- ONE PIECE（2013～2021，喬拉、食堂的女性、卡拉梅爾、黑炭日暮）

2014年
- 相撲力士!! 松太郎（日语：のたり松太郎）（榮〈奶奶〉）

2015年
- 七龍珠超（2015～2017，餃子、布爾瑪的母親）

2016年
- 星光樂園 3rd season（月川知里的奶奶）

2017年
- 境界之輪迴（老婆婆的靈魂）

2020年
- Asatir 未來的傳說故事（日语：アサティール 未来の昔ばなし）（薩耶的母親）

2022年
- 數碼寶貝幽靈遊戲（小幸婆婆）

2023年
- 全員逃走中GREAT MISSION（佩可婆婆、親鳥）

### 電影動畫
1985年
- 神劍（真吾[8]）
- 劇場版 小金毛（日语：Gu-Guガンモ）（梅子）
- 喀喀喀的鬼太郎（撒砂婆婆）

1986年
- 喀喀喀的鬼太郎 妖怪大戰爭（撒砂婆婆）
- 喀喀喀的鬼太郎 最強妖怪軍團！登陸日本!!（撒砂婆婆'[9]）
- 喀喀喀的鬼太郎 強烈衝突!! 異次元妖怪的大叛亂（撒砂婆婆）
- 超級瑪利歐兄弟 碧奇公主救出大作戰！（日语：スーパーマリオブラザーズ ピーチ姫救出大作戦!）（蟾蜍2）

1987年
- 新楓葉鎮物語 棕櫚鎮篇 ～你好！新的小鎮～（日语：新メイプルタウン物語 パームタウン編 (1987年の映画)）
- 高爾夫頑童猿丸：甲賀秘境！影之忍法高爾夫晉見！（湖蝶）
- 劇場版 怒吼吧，奔奔（日语：ほえろブンブン）（小孩[10]）
- 魯邦三世：風魔一族的陰謀（太太）

1988年
- 超能力魔美：星空上的跳舞娃娃（間宮幸子、利加）
- 銀河英雄傳說：我的征途是星辰大海（廣播[11]）
- 劇場版 鬥將!! 拉麵男（皇帝）
- 七龍珠：摩訶不可思議大冒險（餃子（日语：餃子 (ドラゴンボール)））
- 聖魔大戰：無緣區的秘寶（撒旦瑪麗亞）

1989年
- 劇場版 惡魔君（1989～1990，薩西佩蕾蕾）2作品
- NEMO（日语：NEMO/ニモ）（溫皮）

1990年
- 老爺爺改造講座（日语：おじさん改造講座）
- 七龍珠Z：地球超級大決戰（餃子）

1991年
- 哆啦A夢：大雄的天方夜譚（傑克、魔女）

1992年
- 櫻桃小丸子：我最喜歡的歌（靜岡的奶奶）
- 風之大陸（日语：風の大陸）（巴尼·莉法斯）

1993年
- 劇場版 怪俠佐羅力（ネズミミズ）
- 深海的童話（日语：遠い海から来たCOO）（托尼的妻子）
- 七龍珠Z：燃燒!! 熱戰、烈戰、超激戰（日语：ドラゴンボールZ 燃えつきろ!!熱戦・烈戦・超激戦）（布爾瑪的母親、夏摩、布羅利〈小時候〉）
- 七龍珠Z：銀河面臨危機!! 身手不凡的高手（餃子、美元）

1994年
- （老婆婆）
- 怪博士與機器娃娃：吼唷唷!! 報恩的鯊魚被我帶走了…（日语：Dr.スランプ アラレちゃん ほよよ!!助けたサメに連れられて…）（則卷太平）

1995年
- 劇場版 橘子醬男孩（松浦千彌子）

1996年
- （夏美的母親）
- 哆啦A夢：大雄與銀河超特急（影像旁白、女孩子）
- 劇場版 忍者亂太郎（友子、加藤團藏、夢前三治郎）

1997年
- 艾摩爾的冒險 My Father's Dragon（日语：エルマーのぼうけん#アニメ映画）（母猩猩）

1998年
- 小狐狸的交通安全（小狐狸大介）
- 小狐狸的消防隊（小狐狸大介）

1999年
- 視而不見（日语：みんなのうた放送曲一覧）（晃）
- 大雄的結婚前夜（老婆婆、女裝設計師）

2001年
- 哆啦A夢：大雄與翼之勇者（鶴[12]、鸛、古斯基的親身母親）
- 源吉爺爺與小狐狸

2008年
- 劇場版 鬼太郎 日本爆裂!!（風祭華的奶奶）

2011年
- 劇場版 忍者亂太郎：忍術學園全員出動之卷！（友子[13]、加藤團藏[13]、夢前三治郎[13]）
- 名偵探柯南：沉默的15分鐘（女性主持人）

2017年
- 劇場版 妖怪手錶：暗影面鬼王的復活（撒砂婆婆）

### OVA
1985年
- 戰鬥吧!! 伊庫薩1（哥巴魯特）

1986年
- （蘇西·威利斯）

1987年
- 夢幻紳士 冒險活劇篇（福音溫子）

1988年
- 瑪丹娜 炎之老師（日语：マドンナ (漫画)）（桃子）

1989年
- 銀河英雄傳說（1989～1991，卡爾·馮·克萊恩格爾德、歐文·約瑟夫2世）
- 爆走賽車場浪漫 TWIN（日语：TWIN）
- 變幻退魔夜行 迦樓羅漫舞！奈良怨靈繪卷（日语：永久保貴一）（涼子）
- 聖魔大戰 洛可可&瑪麗亞 奇蹟（奇蹟瑪麗亞）

1990年
- 藤子·F·不二雄 動畫特集 SF冒險 無敵超級豪華人（日语：ウルトラ・スーパー・デラックスマン）（秘書）
- （桃太郎）
- A-Ko The VS／BLUE SIDE（比丘尼）
- 天外魔境 Ziria 自來也朧變（綱手）
- B·B（日语：B・B）

1991年
- 含羞草（澤村亞矢子）
- 創龍傳

1992年
- 幻想敘譚艾爾西亞（日语：幻想叙譚エルシア）（希爾）
- Hard&Loose ～私立偵探 土岐正造的麻煩記事～（日语：ハード&ルーズ）（四條映子）

1993年
- 代紋TAKE2 第II章（日语：代紋TAKE2）（美也子）
- 砂之薔薇 雪地默示錄（日语：砂の薔薇）（潔西卡）

1995年
- 奧美帝III（日语：アミテージ・ザ・サード）

1996年
- Legend of Crystania（日语：クリスタニア）（伊利姆）

### 網路動畫
- 怪醫黑傑克（2001年，老年女性）

### 遊戲
1989年
- 天外魔境 ZIRIA（糸姬 等）
- 露茵 神的遺產（旁白）

1990年
- 福星小子 STAY WITH YOU（日语：うる星やつら STAY WITH YOU）
- 戰斧（緹莉絲·布蕾亞）

1991年
- Super Schwarzschild（日语：シュヴァルツシルト (ゲーム)）（克莉絲提娜·諾埃爾貝克〈克莉絲〉）
- 天使之詩（克萊兒）

1992年
- Super Schwarzschild 2（派翠西亞〈帕提〉）
- ：（旁白）
- 魔法少女Silky Lip（日语：魔法の少女シルキーリップ）（寺岡美美）

1993年
- 伊蘇IV The Dawn of Ys（日语：イースIV The Dawn of Ys）（艾莉亞）
- 幻蒼大陸奧蕾莉亞
- 戰國王牌（日语：戦国エース）（疾風的珍、暴坊巫女心和）
- 雙截龍II 復仇（瑪莉安）[注 1]
- 天外魔境 風雲歌舞伎傳（日语：天外魔境 風雲カブキ伝）（綱手、魔女）

1994年
- EMERALD DRAGON（日语：エメラルドドラゴン）（山之巫女、海之巫女）[注 2]
- 聖龍傳說蒙畢特
- 彌涅耳瓦公主（布魯莫里斯·路易·艾爾米塔奇）[注 2]
- POLICENAUTS（日语：ポリスノーツ）（鞄屋婦人）

1995年
- 天外魔境 真傳（綱手）
- 天外魔境 電腦絡繰格鬥傳（日语：天外魔境 電脳絡繰格闘伝）（綱手）
- 七龍珠Z系列（1995～2019，餃子、絲諾）19作品[注 3]
- Private eye dol（日语：プライベート・アイ・ドル）（武藤峰）
- Blue Chicago Blues（日语：J.B.ハロルドシリーズ）（辛蒂·懷特）
- 別認輸了！魔劍道2（日语：負けるな!魔剣道）

1996年
1997年
- 靈異教師神眉（菜菜子）[注 4]
- 天外魔境 第四默示錄（日语：天外魔境 第四の黙示録）（凱倫）
- BS偵探俱樂部 雪消失的過去（日语：BS探偵倶楽部 雪に消えた過去）（橘敏江）
- 隔壁的公主 蘿菲（日语：となりのプリンセス ロルフィー）
- Linda³（日语：リンダキューブ） Again、完整版（1997～1998，安·巴寧）2作品

1999年
- 女神戰記（夢瑠、賽莉亞）

2000年
- 七星魔法使 -七星魔法的使徒-（魔法屋、老婆婆）

2001年
- 日昇英雄譚2（日语：サンライズ英雄譚）（安娜·史蒂芬妮）
- 松本零士999 ～Story of Galaxy Express 999～（日语：松本零士999 〜Story of Galaxy Express 999〜）（花子的母親、梅諾）

2004年
- 超級機器人大戰GC（日语：スーパーロボット大戦GC）（吉爾巴）

2005年
- Another Century's Episode（安娜·史蒂芬妮）
- 新光明與黑暗（日语：シャイニング・フォース ネオ）（蕾貝卡）
- 數位惡魔傳說 天魔變2（マルゴ·キュヴィエ）

2006年
- 女神戰記 蕾娜絲（夢瑠、賽莉亞）
- 天外魔境 ZIRIA ～遙遠的日本國～（綱手）

2007年
- 七龍珠Z 遙遠的悟空傳說（餃子）

2008年
- 幻想水滸傳 黃道之輪（日语：幻想水滸伝ティアクライス）（納茲、勞·庫安）

2009年
- NINJA GAIDEN Σ2（日语：NINJA GAIDEN Σ2）（御婆）

2010年
- 光明之心（瑪黛拉·梅葛斯）
- 忍者亂太郎（2010～2017，友子、加藤團藏、夢前三治郎）2作品[注 5]

2011年
- 七龍珠改 究極武鬥傳（餃子）

2012年
- NINJA GAIDEN 3（御婆）

2014年
- 魁!! 男塾 ～日本啊、這才是男子漢！～（極小路秀麻呂）
- J-STARS Victory VS（日语：ジェイスターズ ビクトリーバーサス）（應援團的聲音〈極小路秀麻呂〉）

2015年
- 數碼寶貝物語 網路偵探（傑斯獸[14]）

2018年
- 妖怪手錶 噗尼噗尼（日语：妖怪ウォッチ ぷにぷに）（撒砂婆婆）

2019年
- 超級機器人大戰DD（安娜·史蒂芬妮）

2020年
- 七龍珠Z 卡卡洛特（餃子）

### 外語配音

#### 電影
- 昨日今日永遠（英语：For the Boys）
- 寶貝福星（英语：Johnny Dangerously） ※日本電視台版。
- 小精靈2 ※影碟版。
- 布偶聖誕奇遇（英语：It's a Very Merry Muppet Christmas Movie）（南西·奈特〈坎特兒·施特雷德（英语：Chantal Strand）〉）
- 尼羅河寶石 ※富士電視台版。
- 終極戰士2 ※影碟版。
- 神勇雙響炮續集（英语：Rosa (1986 film)）（玲玲〈惠英紅〉）
- 玫瑰戰爭（英语：The War of the Roses (film)）（卡洛琳·羅斯〈希瑟·費菲爾德〉）※影碟版。

#### 電視影集
- 布偶奇遇記（英语：Fraggle Rock）
- 說書人（英语：The Storyteller (TV series)）（村子裡的惡童、米勒的妻子）

#### 動畫
- 唐老鴨俱樂部（法米爾）
- 銀河高校（英语：Galaxy High）（艾米·布萊特〈蘇珊·布魯（英语：Susan Blu）〉）
- 大力士（英语：Hercules (1998 TV series)）（女性）
- 星際大戰：DROID的大冒險（潔西卡·米德〈安東尼·丹尼斯（英语：Anthony Daniels）〉）※VHS版。
- 小奇兵（波吉）※VHS版。
- 忍者龜 (1987年東京電視台版)（艾爾瑪〈第2代日語配音／珍妮佛·達林（英语：Jennifer Darling）〉）※東和視頻版。
- 湯瑪士小火車（卡洛琳）※富士電視台版。

### CD、卡式錄音帶
- ARIEL II 幻影侵略（女教師）
- Invaders Summer（彌生）
- CD劇場 勇者鬥惡龍（日语：CDシアター ドラゴンクエスト）
  - CD劇場 勇者鬥惡龍II（蕾西爾）
  - CD劇場 勇者鬥惡龍III（露西亞）
  - CD劇場 勇者鬥惡龍IV（米妮雅）
- 聖神傳說Exterior（邪惡妖精）
- 忍者亂太郎系列 
  - 忍者亂太郎 廣播劇CD 二之卷（加藤團藏、旁白、花店店員）
  - 忍者亂太郎 廣播劇CD 會計委員會之卷（加藤團藏、夢前三治郎、友子）
  - 忍者亂太郎 廣播劇CD 生物委員會之卷（夢前三治郎、加藤團藏）
  - 忍者亂太郎 廣播劇CD 一年葉組之卷（加藤團藏、夢前三治郎、友子）
  - 忍者亂太郎 廣播劇CD 葉組之卷 ～下卷～ （加藤團藏、夢前三治郎、友子）
- 仙魔大戰 新的出發（奇蹟瑪麗亞）
- Maharaja（日语：マハラジャ）
- 優&魅衣（日语：優&魅衣#イメージアルバム）（迷子）

### 數位漫畫
- 魯邦三世 D2 MANGA（1997年，女竊賊、男孩子）

### 旁白
現在
- VS魂（富士電視台）

過去
- NHK系列
  - NHK
    - NHK特集（聲音演出）
      - 「神秘古代金字塔 ～發現墨西哥地下司隧道～」
      - 「亞洲巨大遺跡」

  - NHK綜合
    - 迷宮美術館（日语：アートエンターテインメント 迷宮美術館）
    - 兒童新聞週刊

  - NHK教育
    - SOLITON 金斧頭 銀斧頭

  - NHK-BS1 
    - Weekend Japanology（日语：Begin Japanology）
- 日本電視台
  - 大人的學力檢定特輯 小學教科書猜題！（日语：おとなの学力検定スペシャル小学校教科書クイズ!）
  - 看清世界！電視特搜部（日语：世界まる見え!テレビ特捜部）
  - 嗚呼！薔薇色的珍生!!（日语：嗚呼!バラ色の珍生!!）
  - 天才！志村動物園
  - 千奇百趣大挑戰
  - 世界最想上的課（日语：世界一受けたい授業）
  - 讓世界笑笑與驚奇的發生瞬間200連發!?
- 朝日電視網
  - 朝日電視台
    - 大膽MAP（日语：大胆マップ）
    - 北野武的禁斷大暴露!! 超常現象(秘)X檔案（日语：ビートたけしの禁断の大暴露!!超常現象(秘)Xファイル）

  - 朝日放送
    - 沒考慮過的事情猜謎！Toriniku是什麼肉!?（日语：トリニクって何の肉!?）
- TBS電視網
  - TBS
    - 最大公約SHOW（日语：最大公約ショー）（與MBS共同製作）
    - GUTTO-LUCK！（日语：グッとラック!）
    - THE世界遺產（日语：世界遺産 (テレビ番組)）→世界遺產（日语：世界遺産 (テレビ番組)）
    - 報導特集（日语：JNN報道特集）
    - 爆報！THE FRIDAY（日语：爆報! THE フライデー）
- 富士電視台
  - 超潛入！Real Scope Hyper（日语：超潜入!リアルスコープハイパー）
  - 世界Best of 映像Show（日语：世界ベスト・オブ・映像ショー）
  - 神秘世界大驚奇!?（日语：世界の何だコレ!?ミステリー）
  - 眼花撩亂!! 世界視覺大圖鑑
  - 週五PREMIUM（日语：金曜プレミアム） 請作出指正 ～讓人生抓狂的醜聞～
  - 原來如此！THE世界（日语：なるほど!ザ・ワールド）
- 東京電視台
- 美麗的巨匠們（日语：美の巨人たち）
- 週三娛樂（日语：水曜エンタ） 「目擊！驚奇的特殊能力」 FBI、黛安娜王妃...驚奇的4人第一次密會

### 電視劇
- 童年軼事（聲音演出）

### 廣播劇
- 青山二丁目劇場（日语：青山二丁目劇場） 「貓的忌辰」「木屐的一生」「幽靈修行」（老婆婆）
- 廣播劇EMERALD DRAGON（日语：エメラルドドラゴン）（山之巫女、海之巫女）
- 流星俱樂部（日语：流星倶楽部）內廣播劇

### 廣告
- 日本Kollogg（日语：日本ケロッグ）「合作」的廣告（動物的聲音）
- 彩票（日语：宝くじ）「賓果5（日语：ビンゴ5）」（撒砂婆婆[15]）

### 其它
- 森田一義時間 笑一笑又何妨！（富士電視台）
- 無法忘懷的海上赤蠵龜 一萬公里之旅（卡茲、日奈子）[注 6]
- TAKARA 珍妮TEL服務（ティモテ）
- 日韓隧道、國道高速公路介紹錄影帶 歐亞大陸20000公里之旅（母親）
- JH京葉道路角色（みちるくん）

## 腳註

## 外部連結
- 江森浩子｜青二Production （日語）